# Somewhere I Belong
A "Somewhere I Belong" a Linkin Park első kislemeze a Meteorá-ról. 2003 elején adták ki a kislemezt. 2003. április 22-én a 32. lett a Billboard Hot 100-on. Eredetileg "Shifter"-nek hívták a számot, egy kis részlet a Frat Party at the Pankake Festival-en hallható.

## Toplisták
A "Somewhere I Belong"-ot az Egyesült Államokban először rádióban 2003. március 18-án lehetett hallani. A szám a legjobb harminc között volt a Hot 100 Airplay-en, majd a következő héten felkerült a Hot 100-ra is. A "Somewhere I Belong" legjobb helyezését (22) a 32. héten érte el és az 50. hétig fent volt a toplistán. A Mainstream Rock Tracks és a Modern Rock Tracks chart toplistáján elérte az első helyet is.
Kanadában a "Somewhere I Belong"-ot rádióban először 2003 márciusában hallhatták. A szám legjobb helye a Canadian Singles Chart-on a #3. A "Somewhere I Belong" a Linkin Park legjobb toplistás helyet elérő száma.
A szám Ausztráliában, Európában és Új Zélandon 2003 májusában debütált. A "Somewhere I Belong" legjobb helye a UK Singles Chart-on a #10. Ezenkívül Új Zélandon elérte az első helyet, Írországban, Japánban és Kanadában benne volt az első tízben, Németországban, Olaszországban, Ausztriában, Hollandiában, Svédországban és Ausztráliában az első húszban, Franciaországban és Belgiumban pedig az első harmincban. A magyar VIVA TV-n a zenekar egyik legtöbbet játszott dala lett, 14 hétig szerepelt a VIVA Charton, ahol 2 hétig a 2. legtöbbet játszott klip volt.[forrás?]

## Klip
A klipet Joseph Hahn rendezte. A klipben a zenekar tűz előtt játszik, és Chester-t és Mike-ot láthatjuk egy vízesés előtt is.
Chester szobájának az ajtajára kínaiul rá van írva, hogy tűz és víz.
Chester szobájában láthatjuk Sazabi-t a Mobile Suit Gundam: Char's Counterattack-ből, Wing Zero-t a Gundam Wing: Endless Waltz-ból, és Gundam GP01 Full Vernian "Zephyranthes"-t a Mobile Suit Gundam 0083: Stardust Memory-ból. A 2003-as MTV Video Music Awards-on megkapta a "Legjobb Rock Klip"-nek járó díjat. Ez volt az első klip amit a Fuse TV lejátszott.

## Számlista
1. Somewhere I Belong (Single Version)
2. One Step Closer (Live Projekt Revolution Tour, 2002)
3. My December (Live Projekt Revolution Tour, 2002)

## Toplisták
| Toplista (2003)                 | Legjobb hely | Ref.  |
| ------------------------------- | ------------ | ----- |
| Australia Singles Chart         | 13           | [ 2 ] |
| Austria Singles Chart           | 16           | [ 2 ] |
| Belgium Singles Chart           | 33           | [ 2 ] |
| Canadian Singles Chart          | 3            | [ 3 ] |
| Finland Singles Chart           | 14           | [ 2 ] |
| France Singles Chart            | 32           | [ 2 ] |
| Germany Singles Chart           | 12           | [ 2 ] |
| Ireland Singles Chart           | 4            | [ 2 ] |
| Italy Singles Chart             | 14           | [ 2 ] |
| Netherlands Singles Chart       | 16           | [ 2 ] |
| New Zealand Chart               | 1            | [ 2 ] |
| Norway Singles Chart            | 12           | [ 2 ] |
| Sweden Singles Chart            | 19           | [ 2 ] |
| Switzerland Singles Chart       | 15           | [ 2 ] |
| UK Singles Chart                | 10           | [ 2 ] |
| U.S. Billboard Hot 100          | 32           | [ 3 ] |
| U.S. Hot Mainstream Rock Tracks | 1            | [ 3 ] |
| U.S. Hot Modern Rock Tracks     | 1            | [ 3 ] |

## Külső hivatkozások
- Somewhere I Belong dalszövege